# Бегунци (ТВ серија)
Марвелови Бегунци (енгл. Marvel's Runaways), или једноставно Бегунци, је америчка телевизијска серија твораца Џоша Шварца и Стефани Савиџ за стриминг услугу Hulu, базирана на истоименом суперхеројском тиму издавача Marvel Comics. Постављена је у Марвеловом филмском универзуму, делећи континуитет са филмовима и другим телевизијским серијама франшизе. Серију су продуцирали ABC Signature Studios, Marvel Television и Fake Empire Productions, са Шварцом и Савиџовом као шоуранерима.
Рензи Фелиц, Лирика Окано, Вирџинија Гарднер, Аријела Барер, Грег Салкин и Алгера Акоста глуме Бегунце, шест тинејџера из различитих средина који се удружују против родитеља, Прајда, које глуме Анџел Паркер, Рајан Сендс, Ени Вершинг, Кип Парду, Евер Керадајн, Џејмс Марстерс, Бриџид Брано, Кевин Вајзман, Британи Исибаси и Џејмс Јегаши. Џулијан Макман такође глуми у другој сезони као Џона, након споредне улоге у првој, док Клариса Тибо глуми у трећој сезони као Ксавин, након споредне улоге у другој.
Филм студија Marvel Studios базиран на Бегунцима је почео развој у мају 2008. године, пре него што је 2013. године стављен на полице због успеха филма Осветници. У августу 2016. године, Marvel Television је најавио да је серија Бегунци добила наруџбину за пилот за Hulu, након што су је развили и написали Шварц и Савиџова. Кастинв за Бегунце и Прајд је откривен у фебруару 2017. године. Снимање пилота је почело у Лос Анђелесу у фебруару 2017. године. Серија је званично натучена за Hulu у мају 2017. године.
Прва сезона је објављена 21. новембра 2017, до 9. јануара 2018. године. Серија је обновљена за 13-епизодну другу сезону, која је цела објављена 21. децембра 2018. године. Трећа и финална сезона од десет епизода је објављена 13. децембра 2019. године. Серија се емитовала од 8. априла 2020. до 10. марта 2021. године на каналу Sci Fi у Србији.

## Радња
Шест тинејџера из различитих средина удружују се против заједничког непријатеља — њихових родитеља криминалаца, који заједнички воде организацију која се зове Прајд. У другој сезони тинејџери су сада у бекству од родитеља, живе самостално и смишљају како да зауставе Прајд. У трећој сезони Нико Минору и остали чланови тима сучељавају се са Морган ле Феј. 

## Улоге
| Глумац            | Улога               |
| ----------------- | ------------------- |
| Рензи Фелиц       | Алекс Вајлдер       |
| Лирика Окано      | Нико Минору         |
| Вирџинија Гарднер | Каролина Дин        |
| Аријела Барер     | Гертруда Јоркс      |
| Грег Салкин       | Чејс Штајн          |
| Алегра Акоста     | Моли Хејз Хернандез |
| Анџел Паркер      | Кетрин Вајлдер      |
| Кип Парду         | Френк Дин           |
| Евер Керадајн     | Џенет Штајн         |
| Џејмс Марстерс    | Виктор Штајн        |
| Бриџид Брано      | Стејси Јоркс        |
| Британи Исибаси   | Тина Минору         |
| Џејмс Јегаши      | Роберт Минору       |
| Џулијан Макман    | Џона                |
| Клариса Тибо      | Ксавин              |